# 隍城镇
隍城镇，是中华人民共和国江西省宜春市丰城市下辖的一个乡镇级行政单位。区域总面积84.62平方千米。

## 行政区划
隍城镇下辖以下地区：
隍城社区、剑泉村、沪溪村、泸田村、竹山村、上城村、圳头村、坎上村、清溪村、甘家村、田南村、游家村、梁家村、大庙村、斜溪村、小岭村、腾坊村和高楼村。